# Eublemma minutata
Eublemma minutata es una especie de Lepidoptera de la familia  Noctuidae. Se distribuye por Gran Bretaña, Bélgica y norte de Alemania centro y este de Dinamarca, sur de Escandinavia hasta Estonia y San Petersburgo. Hacia el sur se puede encontrar en el norte de España, Córcega, norte de Italia, el mar Adriático costa de Croacia, Albania y Líbano.
Tiene una envergadura de 13-15 mm. Los adultos vuelan desde julio a agosto.
Las larvas se alimentan de Helichrysum arenarium.

## Sinonimia
- Thalpochares paula
- Porphyrinia noctualis